# La sudestada (película de 2023)
La sudestada es una película de suspenso argentina de 2023 dirigida por Daniel Casabe y Edgardo Dieleke.
La película fue seleccionada para competir en la sección oficial a la mejor película de la Competencia Internacional en la 24° edición del Buenos Aires Festival Internacional de Cine Independiente.

## Sinopsis
Jorge «El Sabueso» Villafañez es un detective privado solitario, machista y egoísta. Un día, en día, mientras sigue a una famosa coreógrafa llamada Elvira, se desata inesperadamente una tormenta que cambia para siempre sus viejas convicciones.

## Reparto
- Katja Alemann como Elvira Schulz
- Juan Carrasco como Jorge «El Sabueso» Villafañez
- Edgardo Castro como Ricardo Zelarrayán
- Javier Bacchetta como Finoli
- Cachi Bratoz como Rubén
- Ana Garibaldi como Claudia

## Premios y nominaciones
| Premio/Festival de Cine                                   | Fecha del evento                 | Categoría                                | Nominado                            | Resultado | Ref.  |
| --------------------------------------------------------- | -------------------------------- | ---------------------------------------- | ----------------------------------- | --------- | ----- |
| Buenos Aires Festival Internacional de Cine Independiente | 19 de abril al 1 de mayo de 2023 | Competencia internacional Mejor película | La sudestada                        | Nominado  | [ 2 ] |
| Buenos Aires Festival Internacional de Cine Independiente | 19 de abril al 1 de mayo de 2023 | Mejor sonido                             | Lucas Larriera y Santiago Fumagalli | Nominados | [ 2 ] |